# امین‌آباد نون
امین‌آباد نون (به انگلیسی: Aminabad Noon) یک روستا در پاکستان است که در پنجاب واقع شده‌است.